# Чей Четта III
Чей Четта III (кхмер. ជ័យជេដ្ឋាទី៣, 1639 — 1673) — король Камбоджи (1672—1673). Правил под именем Батом Реатеа II (кхмер. បទុមរាជាទី២) или Падумараджа II (санскр. Padumaraja II).
Полное тронное имя — Самдач Брихат Дхармасурия Варман Падма Раджадхираджа Парама Бупати (санскр. Samdach Brhat Dharmasuriya Varman Padma Rajadhiraja Parama Bupati).

## Биография
Сын короля Batom Reachea I, убитого в 1642 году. В 1671 году стал зятем своего дяди по отцовской линии, Барома Рачеа VIII, женившись на своей кузине, принцессе Анг Шри Дхите Кшатрии.
В следующем году он реализовал заговор, в результате которого в декабре 1672 года был убит его отчим. Всего через пять месяцев после коронации в апреле—мае 1673 года был убит в своей постели малайцами по приказу королевы.